# 最小上界性

任意的有界非空实数集都有一个最小上界。

数学中，最小上界性（亦称上确界性） 是实数集和其他一些有序集的基础属性，与实数的完备性等价
。  集合X具有最小上界性当且仅当X的任意具有上界的非空子集有最小上界 (上确界)。

## 性質概述

### 實數
令{\displaystyle S}為實數集的一個非空子集。
- 如果實數{\displaystyle x}大於或等於所有{\displaystyle S}中的元素，則{\displaystyle x}稱為{\displaystyle S}的上界。
- 如果實數{\displaystyle x}是{\displaystyle S}的上界，并且{\displaystyle x}小於或等於所有{\displaystyle S}的上界，則{\displaystyle x}稱為{\displaystyle S}的最小上界。

最小上界性的表述為
所有具有上界的非空實數集都有最小上界，且最小上界為實數。

### 一般序集合
對任意偏序集合{\displaystyle X}，我們都可以定義{\displaystyle X}的子集的上界和最小上界，只需把前一段落的「實數」改為「{\displaystyle X}的元素」即可。
此處最小上界性的表述為
所有具有上界的{\displaystyle X}的非空子集都有最小上界{\displaystyle x}，并滿足{\displaystyle x\in X}。
有理數集并沒有最小上界性，考慮其子集
{\displaystyle \{x\in \mathbb {Q} |x^{2}<2\}=\mathbb {Q} \cap (-{\sqrt {2}},{\sqrt {2}})}
它有在有理數集中的上界（例如2），但它的最小上界{\displaystyle {\sqrt {2}}}不在有理數集中。

## 應用
最小上界性可以用來證明許多實分析中的主要定理